# Список глав правительства Марокко
Премьер-министр является главой правительства королевства Марокко. Премьер-министра назначает король Марокко. Действующим премьер-министром с 7 октября 2021 года является Азиз Аханнуш.

## Список премьер-министров

### Французский протекторат Марокко (1955—1956)
| № | Имя              | Годы жизни | Партия       | Период                        |
| - | ---------------- | ---------- | ------------ | ----------------------------- |
| 1 | Мбарек Си Беккаи | 1907—1961  | беспартийный | 7 декабря 1955 — 2 марта 1956 |

### Султанат Марокко (1956—1957)
| № | Имя              | Годы жизни | Партия       | Период                         |
| - | ---------------- | ---------- | ------------ | ------------------------------ |
| 1 | Мбарек Си Беккаи | 1907—1961  | беспартийный | 2 марта 1956 — 14 августа 1957 |

### Королевство Марокко (с 1957 года)
| №   | Имя                                      | Годы жизни                               | Партия                                   | Период                             |
| --- | ---------------------------------------- | ---------------------------------------- | ---------------------------------------- | ---------------------------------- |
| 1   | Мбарек Си Беккаи                         | 1907—1961                                | беспартийный                             | 14 августа 1957 — 12 мая 1958      |
| 2   | Ахмед Балафреж                           | 1908—1990                                | Истикляль                                | 12 мая 1958 — 16 декабря 1958      |
| 3   | Абдалла Ибрагим                          | 1918—2005                                | Истикляль/НСНС                           | 16 декабря 1958 — 20 мая 1960      |
|     | Прямое королевское правление Мухаммеда V | Прямое королевское правление Мухаммеда V | Прямое королевское правление Мухаммеда V | 20 мая 1960 — 26 февраля 1961      |
|     | Прямое королевское правление Хассана II  | Прямое королевское правление Хассана II  | Прямое королевское правление Хассана II  | 26 февраля 1961 — 13 ноября 1963   |
| 4   | Ахмед Бахнини                            | 1909—1971                                | ФЗКИ/ДСП                                 | 13 ноября 1963 — 7 июня 1965       |
|     | Прямое королевское правление Хассана II  | Прямое королевское правление Хассана II  | Прямое королевское правление Хассана II  | 7 июня 1965 — 7 июля 1967          |
| 5   | Мохамед Бенхима                          | 1924—1992                                | беспартийный                             | 7 июля 1967 — 6 октября 1969       |
| 6   | Ахмед Лараки                             | 1931—2020                                | беспартийный                             | 6 октября 1969 — 6 августа 1971    |
| 7   | Мохаммед Карим Ламрани                   | 1919—2018                                | беспартийный                             | 6 августа 1971 — 2 ноября 1972     |
| 8   | Ахмед Осман                              | 1930—                                    | НОН                                      | 2 ноября 1972 — 22 марта 1979      |
| 9   | Маати Буабид                             | 1927—1996                                | КС                                       | 22 марта 1979 — 30 ноября 1983     |
| (7) | Мохаммед Карим Ламрани                   | 1919—2018                                | беспартийный                             | 30 ноября 1983 — 30 сентября 1986  |
| 10  | Азеддин Лараки                           | 1929—2010                                | беспартийный                             | 30 сентября 1986 — 11 августа 1992 |
| (7) | Мохаммед Карим Ламрани                   | 1919—2018                                | беспартийный                             | 11 августа 1992 — 25 мая 1994      |
| 11  | Абдуллатиф Филали                        | 1928—2009                                | беспартийный                             | 25 мая 1994 — 4 февраля 1998       |
| 12  | Абдеррахман Юсуфи                        | 1924—2020                                | ССНС                                     | 4 февраля 1998 — 9 октября 2002    |
| 13  | Дрис Жетту                               | 1945—                                    | беспартийный                             | 9 октября 2002 — 19 сентября 2007  |
| 14  | Аббас Эль-Фасси                          | 1940—                                    | Истикляль                                | 19 сентября 2007 — 29 ноября 2011  |
| 15  | Абделила Бенкиран                        | 1954—                                    | ПСР                                      | 3 января 2012 — 5 апреля 2017      |
| 16  | Саадеддин Османи                         | 1956—                                    | ПСР                                      | 17 марта 2017 — 7 октября 2021     |
| 17  | Азиз Аханнуш                             | 1961—                                    | НОН                                      | с 7 октября 2021                   |